# Um el Ma
Der Um el Ma oder Umm el Ma (arabisch أم الماء, DMG Umm al-māʾ ‚Mutter des Wassers‘) ist ein See im Südwesten Libyens.

## Beschreibung
Der langgestreckte See von etwa 800 Metern Länge liegt bei Awbari im Fessan im libyschen Teil der Sahara. Die durch den See gebildete Oase wird von zahlreichen unterirdischen Wasserreservoirs gespeist. Der Salzgehalt des Sees steigt auf bis zu 34 %.
Der Um el Ma ist von einem 10 bis 15 Meter breiten Ring aus unterschiedlichsten Pflanzen umrandet. Nur am östlichen Ufer wird diese Umrandung durch ein 50 Meter langes, schräg abfallendes Ufer unterbrochen, welches jedoch selbst wieder von einem Pflanzenrand umgeben ist. Im Winter sind dort bereits Teichralle (Gallinula chloropus) und Wüstensperling (Passer simplex) beobachtet worden.